# Ya ves
"'Ya ves" es una canción grabada por la cantante estadounidense Selena en su segundo álbum de estudio Ven Conmigo. La canción fue escrita por A. B. Quintanilla y Pete Astudillo. "Ya Ves" fue lanzado como el sencillo principal de Ven Conmigo en septiembre de 1990 y recibió elogios de la crítica de críticos musicales, quienes reconocieron su importante contribución al aumento de la popularidad de Selena. en Estados Unidos, México y América Latina. Tras la presentación de los Forever Stamps conmemorativos del Servicio Postal de los Estados Unidos con Selena, "Ya Ves" debutó y alcanzó el puesto número 20 en la Billboard de EE. UU.  y ventas regionales de canciones digitales mexicanas en abril de 2011. En 2005, Bobby Pulido interpretó la canción en el concierto benéfico Selena ¡Vive!.

## Antecedentes y composición
En 1989, la recién formada EMI Latin firmó con Selena y Los Dinos, liderada por Selena, como una maniobra estratégica para penetrar el floreciente mercado de la música tejana, que surgió como uno de los géneros de más rápido crecimiento en los Estados Unidos. EMI Latin dudó en dejar que A. B. Quintanilla mantiene su rol como productor del grupo. Sin embargo, dada la incertidumbre del futuro del género, la compañía accedió, permitiendo que A. B. permaneciera como productor, pero advirtiendo que el fracaso resultaría en su reemplazo por un candidato aprobado por la compañía. Después de Selena álbum homónimo superó el rendimiento de los lanzamientos de otras artistas femeninas tejanas, A. B. aseguró su cargo.
El teclista, Ricky Vela, caracteriza "Ya Ves" como una experiencia apasionante enriquecida por sus letras cautivadoras y su arreglo musical melodioso. Describió el proceso de composición entre Pete Astudillo y A. B. como emocionante, saboreando la sinergia entre su composición lírica y su atractivo melódico.

## Recepción
"Ya Ves" se lanzó como single principal en septiembre de 1990 y debutó en la lista de singles indie Tejano en el número siete. La canción alcanzó el número uno y se mantuvo en la cima durante cuatro semanas consecutivas. En una encuesta realizada por Norteña Musical en diciembre de 1992, "Ya Ves" fue la segunda canción más escuchada en las estaciones de radio de Monterrey, México, detrás de "Dile" (1990) de La Mafia. La interpretación de Selena de "Ya ves" en el programa Johnny Canales Show' se incluyó posteriormente en el DVD recopilatorio de "canciones favoritas" del presentador, y su interpretación de la grabación en abril de 1991 en Market Square se incluyó posteriormente en Selena Live - A Night to Remember (2009). La cantante interpretó el tema en los 1992 Tejano Music Awards, mientras que Adalberto y Gary Hobbs interpretaron el outro de "Ya Ves" junto con Selena en el evento. Selena interpretó "Ya Ves" durante su concierto en el Houston Astrodome en febrero de 1992.
Joey Guerra del Houston Chronicle aclamó "Ya Ves" como una de las atractivas baladas rítmicas de Selena para la pista de baile. Después de que una serie de músicos versionaran canciones de Selena en sus conciertos de RodeoHouston, Guerra propuso que Luke Combs, programado para una próxima presentación en el lugar, pudiera interpretar "Ya Ves" utilizando su "twang listo para la radio". ". AllMusic seleccionó "Ya Ves" como una pista ejemplar del álbum Ven Conmigo. La Prensa'Liliana Torres del Castillo, elogió la voz de Selena en "Ya Ves" como incomparable y encantadora, al mismo tiempo que elogió la melodía sensualmente romántica. Escribiendo para La Prensa, Armando Barraza atribuyó el aumento de la popularidad de Selena en Estados Unidos y su avance en Monterrey al impacto de "Ya Ves", junto a "Baila Esta Cumbia" y "No Quiero Saber". Gilberto Coronel de El Debate, reconoció los sencillos de ' 'Ven Conmigo como transformador para impulsar la floreciente carrera musical de Selena a nuevas alturas. Esto se hizo eco en El Heraldo de México, señalando que los sencillos de ' 'Ven Conmigo aumentó significativamente el éxito de Selena en México y América Latina.
En 2005, Bobby Pulido recibió una invitación del padre del cantante, Abraham Quintanilla, para interpretar "Ya Ves" en el concierto benéfico televisado de all-star Selena ¡Vive! . El concierto tuvo lugar en Houston en abril para conmemorar el décimo aniversario de la muerte de Selena. Pulido grabó la canción en Q-Productions, acompañado por Los Dinos, con un enfoque tonal distinto. Pulido evitó cualquier ensayo y optó por adquirir una copia de "Ya Ves" de Abraham, lo que le permitió familiarizarse íntimamente con la canción. Pulido interpretó "Ya Ves" en el 7-Eleven Fest en Ciudad de México en julio de 2022.

## Posicionamiento en listas
| Lista (2011)                                       | Posición |
| -------------------------------------------------- | -------- |
| US Regional Mexican Digital Song Sales (Billboard) | 20       |